# タフトスクール
ザ・タフト・スクール(The Taft School)はアメリカ合衆国コネチカット州ウォータータウンにある、226エーカーの共学のボーディングスクール。
アメリカ合衆国の中等教育の有名進学校の総称、「10スクール」に属する。

## 歴史
1890年にホラス・ダトン・タフト、アメリカ合衆国第27代大統領ウィリアム・ハワード・タフトの弟によって設立された。
1978年のタフト卒業のウィリアム・マクムレンが2001年から2023年まで校長を務める。

## 教育

### 必須科目(年数)
英語(4)、数学(3)、理科(2)、歴史(2)(アメリカ史を含む)、外国語(3)、芸術(1.5)

### 人数
| 全生徒                | 600          |
| 男子生徒/女子生徒     | 317/283      |
| 寮生徒/通い生徒       | 500/100      |
| 最高学年(12年生)      | 184          |
| 出身                  | 31州、45カ国 |
| 有色人種生徒          | 35％         |
| 奨学金利用生徒        | 36％         |
| 教員人数              | 124          |
| 教員対生徒比率        | 1:5          |
| 1クラスの生徒数の平均 | 11           |

## スポーツ
タフトのスポーツチームは通称Rhinosと呼ばれており、スクールカラーはマルーンとネイビーブルーである。
また、タフトのライバル校はザ・ホチキス・スクールである。
| 秋                 | 冬               | 春           |
| ------------------ | ---------------- | ------------ |
| クロスカントリー   | バスケットボール | 野球         |
| フィールドホッケー | アイスホッケー   | ボート       |
| フットボール       | スキー           | ゴルフ       |
| 乗馬               | スカッシュ       | ラクロス     |
| ヨット             | レスリング       | ヨット       |
| サッカー           |                  | ソフトボール |
| バレーボール       |                  | テニス       |
|                    |                  | 陸上競技     |

なお、上記以外にも多数運動部はある。